# Осиповский, Василий Иванович
Князь Василий Иванович Осиповский (умер в 1554?) — воевода и наместник во времена правления Ивана IV Васильевича Грозного.
Из княжеского рода Осиповские. Единственный сын князя Ивана Петровича Осиповского по прозванию «Слепой».
С его смертью прекратился княжеский род.

## Биография
В 1540 году второй воевода в Елатьме. В 1541 году третий воевода в Муроме. В 1543 году воевода в Путивле «за городом». В этом же году упомянут Путивльским наместником. В 1545 году воевода Большого полка судовой рати в Казанском походе. В 1547 году второй воевода в Мещере. В 1548 году воевода войск левой руки в походе из Мещеры к Казани с царем Шигалеем. В этом же году четвёртый воевода в Костроме. В 1554 году послан от воевод идущих в Арские земли, вторым воеводой Большого полка на реку Утешу и Кду. За данный поход пожалован Государём пол-золотым угорским.
По родословной росписи показан бездетным.
Умер, вероятно, в 1554 году, так как в этот год по князе В. И. Осиповском и его родителях дали вклад в Троице-Сергиев монастырь — князь Д. Ф. Палецкий, окольничий А. А. Чеботов и дьяк И. Е. Цыплятев, его вотчину в Стародубе-Ряполовском село Завражье с деревнями.
В духовной грамоте Ивана Грозного составленной в 1572 году упоминается принадлежащее Государю в современном Ковровском районе Владимирской области «село Осипово, что было князя Василия Осиповского».
В июне 1573 года по жене князя княгине Стефаниде и дочери инокине Евфимье (Ульяна, жена князя Владимира Константиновича Курлятева-Оболенского) дано 50 рублей.